# Chrysopilus xanthopus
Chrysopilus xanthopus is een vliegensoort uit de familie van de snavelvliegen (Rhagionidae). De wetenschappelijke naam van de soort is voor het eerst geldig gepubliceerd in 1949 door Hardy.